# 对习近平的个人争议
习近平的个人争议主要包括对习近平及其家族的财产状况争议和对其本人的学历以及文化素养表现的争议等。

## 财产争议
2012年6月，彭博社曝光了习近平家族拥有超过3亿美元的资产。2014年1月和2016年4月，国际调查记者同盟发布报告，从泄露出来的文件透露中国多个高官亲属设离岸公司隐藏巨额财富，报告中参与者包括习近平的姐夫邓家贵。其中2016年泄露的巴拿馬文件显示，鄧家貴於2009年在英屬維京群島成立兩間空殼公司，鄧家貴是空殼公司唯一董事與股東，用途不明；不過在習近平於2012年11月中共十八大成為總書記之前，兩間公司已經沒有運作。
2015年11月，在《纽约时报》披露習近平家族曾持有万达集团的股份後，万达集团董事长王健林在美国哈佛大学的公开课承認，习近平的姐姐齐桥桥和她的丈夫邓家贵曾經持有万达集团的股份，但在万达公司IPO的两个月前已经出售了其所持的股份。根據《纽约时报》報道，齐桥桥和邓家贵是在2013年10月把控股公司的所有权转给了徐再生。王健林称习近平家族持有股份和腐败无关，他們在上市之前賣掉股份，失去大賺的機會，是习近平治国严，治家更严的表现。据查证，齐桥桥和邓家贵是把股权转让给秦川大地投资有限公司副经理徐再生，徐再生与齐桥桥和邓家贵一同工作13年，因此美国之音推测徐再生是为齐桥桥和邓家贵代为持股的“白手套”。
2018年9月27日，习近平到沈阳视察中国人民解放军陆军第七十九集团军，并登上直-10武装直升机了解有关装备情況。在電視畫面中，习近平手上售價約1萬元人民幣、已停產多年的歐米茄星座系列1512.40.00手錶再次曝光，引起法国国际广播电台熱議。在數年前也有網友發現習近平戴着這款手錶。
2018年10月，香港蘋果日報報道稱習近平家族在香港擁有價值6億港元的物業，其中包括習近平外甥女張燕南擁有的淺水灣麗景道4至10號逍遙居獨立屋。
2019年3月，成報董事會主席谷卓恒在Twitter表示，習近平家族「貪腐程度超過江澤民家族、胡錦濤家族」。

## 学历争议
李锐等人称习近平为小学博士。根据官方资料显示，习近平的学历为清华大学化工系本科、清华大学马克思主义理论与思想政治教育专业法學博士（在職研究生），然而曾短期担任毛泽东兼职秘书的原中共中央顾问委员会委员、原中共中央组织部副部长李锐对其学历真实性持怀疑态度，认为其真实水平只有小学程度。自由亚洲电台等媒体及部分中国异议人士表示，习近平取得的清华大学本科学历和法学博士学位存在争议。香港作家鍾祖康認為，习近平的博士论文与福建江夏学院经济学院教授和副院长刘慧宇的博士論文有三處雷同，懷疑習的博士論文由劉代笔。

## 抄袭剽窃
习近平在学历论文和政治口号方面，被屡指抄袭和剽窃。例如，习近平提出的“中国梦”，涉嫌剽窃了周立波在担任浙江卫视创意总监时期为《中国梦想秀》提出的宣传口号。从时间上看，早在2012年4月浙江卫视以重金聘请周立波为其创意总监后，即将《梦想秀》自主化，并提出“中国梦”的概念。而习近平是在2012年11月15日当选总书记，11月29日才在讲话中首次提出“中国梦”的口号。。周立波曾在其演出中强调，浙江卫视禁止提及习近平对其“中国梦”口号的借用，而以“浙江卫视与党中央保持高度一致”来解释此事。2013年8月19日，法国国际广播电台报道指出，习近平博士论文疑由福建学者刘慧宇代写。2014年6月30日，香港政治评论人钟祖康出版有《拷问中国：兼论习近平论文剽窃事证》对此事做出详细举证分析。

## 口誤及用词用句争议
- “通商寬衣”：2016年9月4日，習近平在2016年二十國集團杭州峰會（G20峰會）開幕演說時，把先秦史籍《國語·晉語四》中的一句「輕關易道，通商寬农」，錯讀為「通商寬衣」。這一句話的意思是減少關稅，整飭交通；促進貿易，寬以待農[22]。新华社等官方网站上尽管有习近平演讲的文稿，但已经将其音频中“輕關易道，通商寬农”一句移除[23]。
- “萨格尔王”：2018年3月20日，习近平在第十三届全国人民代表大会第一次会议闭幕式发表讲话时，将西藏史诗《格萨尔王》错读成“萨格尔王”[24]。
- “金科律玉”和“颐使气指”：2018年12月18日，习近平在庆祝改革开放40周年大会上，将“金科玉律”读成“金科律玉”，将“颐指气使”读成“颐使气指”[25]。2021年7月1日，习近平在庆祝中国共产党成立100周年大会上发表讲话时针对美国等西方国家的批评称“绝不接受‘教师爷’般颐指气使的说教”，再次把“颐指气使”颠倒说成“颐使气指”[26]。
- “精甚细腻”：2019年4月26日，习近平在第二届“一带一路”国际合作高峰论坛开幕式上发表主旨演讲，将“精谨细腻”读成“精甚细腻”[27][28]，而据法国国际广播电台透露，原文实为“精湛细腻”，习近平将“湛”读成“甚”，因此陆媒公布的新闻稿将其改为“谨”以在一定程度上掩饰习的错误[25]。
- “瞻仰”和“并发”：2019年4月30日，习近平在纪念五四运动100周年大会的讲话中，将“老人赡养”错读成“老人瞻仰”，将“迸发”错读成“并发”[29]。
- “冰邦外交”：2019年6月29日，习近平在2019年二十國集團大阪峰會与特朗普会面、提到乒乓外交时，多次将「乒乓」读成「冰邦」[30][31]。
- “澳门”变“香港”：2019年12月20日，习近平在庆祝澳门回归祖国20周年大会暨澳门特别行政区第五届政府就职典礼上发表讲话[32]，在提到“广大澳门同胞发自内心拥护一国两制，认同一国两制是澳门保持长期繁荣稳定的最佳制度”时，口误说成“认同一国两制是香港保持长期繁荣稳定的最佳制度”[33]。中国官方媒体新华社在该段落的通稿写的是“澳门”[34]，随后新华社也在官方影片中修正了习近平的口误[35]:27:22。澳门政府新闻局在YouTube释出的原版影片随即被删除[36]:27:02。BBC News 中文报道裡的影片依旧保留了习近平的口误片段[37]:2:30。
- “特出”和“混餚”：2020年9月8日，中国政府举行了全国抗击新冠肺炎疫情表彰大会。习近平发表全文10073字的讲稿，却被发现四十秒内读错两个字，包括将特殊的“殊”读成“出”，将混淆的“淆”读成佳餚的“餚”[38][39]。
- “撒胡椒面”：2021年2月25日，习近平在全国脱贫攻坚总结表彰大会上讲话时，说完“不搞花拳绣腿，不搞繁文缛节，不做表面文章，坚决反对大而化之”后停顿了3秒，紧接着突然读出四个字“撒胡椒面”，引发网友热议[40]。“撒胡椒面”实际意指行事主力涣散，平均分配资源而导致问题得不到解决。
- “说完了吗”：2021年7月6日，习近平出席中国共产党与世界政党领导人峰会并发表主旨讲话。在致词接近尾声时，习近平突然重复前面已经念过的讲稿，并数次低头翻阅稿件，一度低声询问“我这说完了吗？”在秘书指正后，才跳回结尾段落恢复致词，并作结语。[41][42]

## 个人言论争议
- “十里山路不换肩”：2003年11月10日，时任中共浙江省委书记的習近平接受央视《東方時空》節目专访，回忆在梁家河插隊的岁月时自称「我那時候扛二百斤麥子，十里山路不換肩的」[43]:1:23；2004年8月14日，时任浙江省委书记的习近平接受延安电视台《我是延安人》节目专访，自称“像我們夏天擔麥子，那也就是最多兩百斤，十里山路一口氣就下來了”[44]:23:00。由于习的说法有违常理，引起《蘋果日報》[45]和美國之音[46]等媒体质疑。据一位曾在黄土高原插隊的知青回忆，黄土高原的农民，收获季节并不需要挑担子走如此远的路。标准麻袋装满小麦大约在185斤左右，人在山路上根本无法扛装满的麻袋前行，而从生产队地里往村里收庄稼，一般是挑担子，路程在二、三里路之内。往公社送公粮，也许要走十里，但一定要换肩或休息[46]。習近平也因此番言論而在網絡上被冠以“扛麦郎”之称。2020年，台灣健身YouTuber健人蓋伊拍攝影片嘗試復原習近平的說法，並找來其他人一同挑戰，三人在陽明山上的擎天崗大草原開始挑戰，不過走到一半時扁擔斷裂，且最遠只能走200公尺。2024年3月21日上午，習近平在聽取湖南省委和省政府工作匯報時，表示自己在農村插隊時，扛麥子都不能換肩，因為換肩抖一下，麥子就會掉下來浪費了。[47]（参见：習總書記的初心#爭議）

- 批“吃饱了没事幹”：2009年2月11日，时任国家副主席的习近平在墨西哥华人联谊会上发表讲话时称：“在国际金融风暴中，中国能够基本解决13亿人口的吃饭问题，已经是对全人类最伟大的贡献。”“有些吃饱了没事幹的外国人，对我们的事情指手划脚。中国一不输出革命，二不输出饥饿和贫困，三不去折腾你们，还有什么好说的？”演讲结束后，此消息随即在中国互联网传开，网民对习近平的讲话是否符合民意形成争议[48]。新华社等中国官方媒体则在刊登此消息几小时后撤除[49]。

- “PM250”：2013年3月5日，习近平参加第十二届全国人民代表大会上海代表团审议时谈到雾霾问题，说：「小时候在北京，那个时候其实沙尘也很大，戴着口罩骑车去上学。到学校之后，口罩上都是厚厚的黄沙子。到了冬天，加上煤烟气，情况就更糟了，那个时候没有PM2.5，但是有PM250」[50]。2014年10月15日，习近平在北京主持召开文艺工作座谈会，期间再次说：「我和叶辛同志都是上山下乡知识青年一辈，你是在南方的贵州，我是在陕北黄土高原。从延安坐卡车到县城延川，延川坐卡车到公社，这一路过去，那可比现在这PM2.5难受多了，我有一天开玩笑说那叫PM250」[51][52]:00:48。「PM2.5」指的是空气动力学直径小于或等于2.5微米的悬浮粒子。「二百五」则是俗语，指代傻瓜或说话不正经、办事不认真、处事随便、好出洋相的人。[53][54]

- “头上三尺有神明”：2014年1月7日，在中央政法工作会议，习近平發表講話稱：“别看你今天闹得欢，小心啊今后拉清单。这都得应验的！不要干这种事情。‘头上三尺有神明’，一定要有敬畏之心。”[55]:15:18此话被认为带有较强的因果报应色彩，与中国共产党唯物主义及无神论的意识形态有出入[56]。

- 报书名：习近平曾在多个场合演讲时引经据典，通过并列式长排比句念书单[57]。此外，习近平说过他「最大的爱好是读书」[58]，也曾表示他在梁家河下放时期为借《浮士德》走过30里地[59]。香港《東方日報》批评此举是“掉书袋”及“报菜名”[60]。

- 2014年2月7日，习近平在俄罗斯索契接受俄罗斯电视台专访说：「我读过很多俄罗斯作家的作品，如克雷洛夫、普希金、果戈里、莱蒙托夫、屠格涅夫、陀思妥耶夫斯基、涅克拉索夫、车尔尼雪夫斯基、托尔斯泰、契诃夫、肖洛霍夫，他们书中许多精彩章节和情节我都记得很清楚。」[61]
- 2014年3月27日，习近平在法国巴黎出席中法建交50周年庆祝大会时说：「读孟德斯鸠、伏尔泰、卢梭、狄德罗、圣西门、傅立叶、萨特等人的著作，让我加深了对思想进步对人类社会进步作用的认识。读蒙田、拉封丹、莫里哀、司汤达、巴尔扎克、雨果、大仲马、乔治·桑、福楼拜、小仲马、莫泊桑、罗曼·罗兰等人的著作，让我增加了对人类生活中悲欢离合的感触。冉阿让、卡西莫多、羊脂球等艺术形象至今仍栩栩如生地存在于我的脑海之中。欣赏米勒、马奈、德加、塞尚、莫奈、罗丹等人的艺术作品，以及赵无极中西合璧的画作，让我提升了自己的艺术鉴赏能力。」[62]
- 2014年3月28日，习近平在德国科尔伯基金会发表演讲说：「这些作品中，有歌德、席勒、海涅等人的文学巨著和不朽诗篇，有莱布尼茨、康德、黑格尔、费尔巴哈、马克思、海德格尔、马尔库塞等人的哲学辩论，有巴赫、贝多芬、舒曼、勃拉姆斯等人的优美旋律。包括我本人在内的很多中国读者都从他们的作品中获得愉悦、感受到思想的力量、加深了对世界和人生的认识。」[63]
- 2014年9月18日，习近平在印度世界事务委员会的演讲说：「对印度文明，我从小就有着浓厚兴趣。印度跌宕起伏的历史深深吸引了我，我对有关恒河文明、对有关吠陀文化、对有关孔雀王朝、贵霜王朝、笈多王朝、莫卧儿帝国等的历史书籍都有涉猎，特别关注印度殖民地历史以及印度人民顽强争取民族独立的斗争史，也十分关注圣雄甘地的思想和生平，希望从中参透一个伟大民族的发展历程和精神世界。泰戈尔的《吉檀迦利》、《飞鸟集》、《园丁集 （页面存档备份，存于）》、《新月集 （页面存档备份，存于）》等诗集我都读过，许多诗句让我记忆犹新。」[64]
- 2014年10月15日，习近平在文艺工作座谈会上说：「世界文明瑰宝比比皆是，这里我举几个国家、几个民族的例子。古希腊产生了对人类文明影响深远的神话、寓言、雕塑、建筑艺术，埃斯库罗斯、索福克勒斯、欧里庇得斯、阿里斯托芬的悲剧和喜剧是希腊艺术的经典之作。俄罗斯有普希金、果戈理、莱蒙托夫、屠格涅夫、陀思妥耶夫斯基、涅克拉索夫、车尔尼雪夫斯基、托尔斯泰、契诃夫、高尔基、肖洛霍夫、柴可夫斯基、里姆斯基－科萨科夫、拉赫玛尼诺夫、列宾等大师。法国有拉伯雷、拉封丹、莫里哀、司汤达、巴尔扎克、雨果、大仲马、小仲马、莫泊桑、罗曼·罗兰、萨特、加缪、米勒、马奈、德加、塞尚、莫奈、罗丹、柏辽兹、比才、德彪西等大师。英国有乔叟、弥尔顿、拜伦、雪莱、济慈、狄更斯、哈代、萧伯纳、透纳等大师。德国有莱辛、歌德、席勒、海涅、巴赫、贝多芬、舒曼、瓦格纳、勃拉姆斯等大师。美国有霍桑、朗费罗、斯托夫人、惠特曼、马克·吐温、德莱赛、杰克·伦敦、海明威等大师。我最近访问了印度，印度人民也是具有非凡文艺创造活力的，大约公元前1000年前后就形成了《梨俱吠陀》、《阿达婆吠陀》、《娑摩吠陀》、《夜柔吠陀》四种本集，法显、玄奘取经时，印度的诗歌、舞蹈、绘画、宗教建筑和雕塑就达到了很高的水平，泰戈尔更是产生了世界性的影响。我国就更多了，从老子、孔子、庄子、孟子、屈原、王羲之、李白、杜甫、苏轼、辛弃疾、关汉卿、曹雪芹，到“鲁郭茅巴老曹”（鲁迅、郭沫若、茅盾、巴金、老舍、曹禺），到聂耳、冼星海、梅兰芳、齐白石、徐悲鸿，从诗经、楚辞到汉赋、唐诗、宋词、元曲以及明清小说，从《格萨尔王传》、《玛纳斯》到《江格尔》史诗，从五四时期新文化运动、新中国成立到改革开放的今天，产生了灿若星辰的文艺大师，留下了浩如烟海的文艺精品，不仅为中华民族提供了丰厚滋养，而且为世界文明贡献了华彩篇章。」[65]
- 2015年9月22日，习近平在美国华盛顿州西雅图市当地政府和美国友好团体联合举行的欢迎宴会上说：「我青年时代就读过《联邦党人文集》、托马斯·潘恩的《常识》等著作，也喜欢了解华盛顿、林肯、罗斯福等美国政治家的生平和思想，我还读过梭罗、惠特曼、马克·吐温、杰克·伦敦等人的作品。海明威《老人与海》对狂风和暴雨、巨浪和小船、老人和鲨鱼的描写给我留下了深刻印象。」[66]
- 2015年10月22日，习近平在英国伦敦金融城市政厅发表演讲，说：「此时此刻，有关英国的记忆不断在我脑海中闪现，我想到了英国资产阶级革命、工业革命、宪章运动、诺曼底登陆，想到了莎士比亚、拜伦、雪莱、萧伯纳，想到了培根、克伦威尔、丘吉尔，想到了托马斯·莫尔、约翰·洛克、亚当·斯密、达尔文、阿诺德·汤因比、李约瑟，想到了《双城记》、《雾都孤儿》、《简·爱》、《鲁滨逊漂流记》，想到了福尔摩斯，当然还有卡尔·马克思、弗里德里希·恩格斯……」「那个年代，我想方设法寻找莎士比亚的作品，读了《仲夏夜之梦》、《威尼斯商人》、《第十二夜》、《罗密欧与朱丽叶》、《哈姆雷特》、《奥赛罗》、《李尔王》、《麦克白》等剧本。莎士比亚笔下跌宕起伏的情节、栩栩如生的人物、如泣如诉的情感，都深深吸引着我。」[67]

- 用典的误差：2014年11月22日，习近平同太平洋岛国领导人举行集体会晤并发表主旨讲话时引用了李绅《悯农》中的一句“春种一粒粟，秋收万颗子”，意在表现努力与收获的关系，然而本次用典罔顾了下文，其下句为“四海无闲田，农夫犹饿死”[68]。2016年6月6日，习近平出席北京的第八轮中美战略与经济对话和第七轮中美人文交流高层磋商联合开幕式，当时他引用辛弃疾宋词《菩萨蛮·书江西造口壁》中的「青山遮不住，毕竟东流去」来比喻中美新型大国关系[69]。不过原词「郁孤台下清江水，中间多少行人泪。西北望长安，可怜无数山。青山遮不住，毕竟东流去。江晚正愁余，山深闻鹧鸪」整体意涵消极，同时有哀叹时代兴亡、不满当政者之意，被认为是引用不恰当[70]。2018年12月31日，习近平发表的2019年新年贺词开篇引用了孔融《论盛孝章书》中的一句“岁月不居，时节如流”，以替代传统的“岁月如梭”“时光荏苒”等套语，然而这句话同样有其特定语境，其下文“海内知识，零落殆尽”表现的也是一片衰颓景象，与新年的氛围和中共力图宣传的国家愿景似不相符[71]。

- “三只手合力”论：2015年12月20日至21日，习近平在北京召开的中央城市工作会议上提出“三只手合力”论，意思是统筹调动政府、社会、市民三大主体积极性，使三者共同发力。[72]但在中国俗语中，“三只手”意为扒手、小偷，容易引发不当联想。

- “撸起袖子加油幹”：2016年12月31日，习近平发表的2017年新年贺词提到了“只要我们13亿多人民和衷共济，只要我们党永远同人民站在一起，大家撸起袖子加油干，我们就一定能够走好我们这一代人的长征路”。[73]“撸起袖子加油干”随即被广泛用于政治宣传。为呼应这一口号，一些地方党政部门竞相效仿，还提出了“甩开膀子干一场”甚至“头拱地嗷嗷叫”等类似风格的俗语口号。重庆师范大学副教授唐云曾批评这一口号极为低俗，破坏汉语的优美[74]。

- 对传统文化理解的偏差：2017年11月8日，美国总统川普访华，习近平提出“我们叫龙的传人”。虽然龙是中华文化元素，但从未与民族起源有过联系。这种说法在近年的流行源自1985年美籍华人黄锦波在央视春晚翻唱的歌曲《龍的傳人》[75][76]，然而諷刺的是，《龙的传人》的词曲作者正是曾经参与六四事件的“天安门四君子”之一侯德健。2018年6月21日，习近平在谈及中美贸易战时称“中国文化中，要以牙還牙”，不过“以牙还牙”出自于古巴比伦《汉谟拉比法典》，后被犹太教《圣经》引用，而未曾在中國古籍里出现[77][78]，但在《论语·宪问》中有类似语句“以直报怨，以德报德”[79]。

- “亲自指挥”论：2020年1月28日，习近平在会见世界卫生组织总干事谭德塞时称：“疫情防控是当前最重要的工作。我一直亲自指挥、亲自部署。”法国广播电台指出，“亲自”一说，“带有褒扬或赞颂之意，极少看到自己说自己‘亲自如何如何’的”，并引述北京晚报曾发表的《“亲自”的两种误用》一文[80][81]。新华社发布的通稿则将之修改为“统一领导、统一指挥”，而将习近平的原话在通稿中借由谭德塞之口说出[82]，且淡化了习近平的个人成分[83][84]。

- “五个绝不答应”：2020年9月3日，习近平在纪念中国抗日战争胜利75周年的讲话中提出“五个绝不答应”，并且还特别指出“任何人任何势力企图把中国共产党和中国人民割裂开来，对立起来，中国人民都绝不答应”。此言论引发争议，被部分美国学者认为是在绑架中国人民。[85][86]
- “通缩有什么不好”：2024年12月23日，华尔街日报披露一家咨詢機構在今年早些時候為習近平撰寫報告，認為如果不堅持採取提振經濟的措施，中國可能會陷入螺旋式通貨緊縮。但習近平對此不為所動，還問：「通縮有甚麽不好？大家難道不喜歡物價更便宜嗎？」。这一举动被普遍认为是其个人在经济学上无知的体现。在这件事之后，中共高层在对于“通货紧缩”这一用词的考量也谨慎了许多。[87][88][89]| 本条目是 习近平 系列的一部分     |                            |
| -------------------------------- | -------------------------- |
| 党总书记・最高领导人・领导核心   |                            |
| 习近平新时代中国特色社会主义思想 |                            |
| 习近平经济思想                   |                            |
| 习近平外交思想                   |                            |
| 对习近平的争议                   |                            |
| 主题 · 分类 · 新闻 · 语录 · 文库 |                            |
| 论 编                            |                            |
|                                  | 本条目是习近平系列的一部分 |

## 其他争议
2013年12月28日，习近平到北京月坛北街庆丰包子铺吃包子。此举体现了习近平亲民的形象，也有新闻媒体表示，此事是经过精心策划的表演。例如包子铺门口的停车收费员早就被告知中午需要保留停车位。
2015年9月3月，习近平在纪念中国人民抗日战争暨世界反法西斯战争胜利70周年大会检阅三军时，11次使用左手敬礼。对此，《人民日报》曾在官方微博表示，是镜头角度误区导致，真实情况是在向三军将士招手致意。《明镜》认为习近平“左手礼”是大事故，是“事先排练不够”闹出的乌龙。作家胡平和明镜新闻执行总编陈小平表示，习近平行“左手礼”是一种明显不过的错误。。
2020年10月14日，习近平在「深圳經濟特區建立四十周年慶祝大會」上演讲致词时突然反常的频繁咳嗽、喝水，导致其健康问题引发外界怀疑。
2021年1月25日，习近平在世界经济论坛“达沃斯议程”发表的讲话称中国“反对恃强凌弱，不能谁胳膊粗、拳头大谁说了算”被批评言行不一，驻美国台北经济文化代表处代表萧美琴发推特表示“我会引用他这句话”，澳洲國庫部長乔什·富来顿伯格认为“事实是，在我们的贸易方面，澳大利亚一直处于一些严厉措施的接受端”，德国《明镜》也评论认为该言论很虚伪。
2021年3月21日到23日，习近平前往福建省三明市考察。期间突然从围观人群中冲出一名红衣女子奔向车队，紧接着又有十几人冲出追赶该女子，而该女子则跪倒在习近平巡游的车队前，之后该女子被架回路边，而车队继续前进。刘沙沙认为该女子有重大冤情，美国之音认为“当局精心安排导演的一场领袖‘亲民秀’被这起看似访民拦车下跪喊冤意外事件给‘穿帮’了”。
2021年最后一个季度，美国总统拜登表示这是首次美国首次GDP增长超过中国。2022年据华尔街日报报道，习近平要求中国GDP增长速度高于美国，此举引发争议。
互聯網影片分享平台上有許多用戶上載惡搞習近平的影片。這種次文化被稱為「辱包」。2021年農曆新年，乳透社在YouTube等平台，直播「辱包拜年祭」，戲謔習近平。兩名身在中華人民共和國的參與者失去音訊。
2023年6月，袁红冰表示，他在于习近平的交往中，感受到习近平在文化大革命时期深受毛泽东原教旨主义的诅咒，没有接受现代化的教育，对于战争中牺牲多少⼈看得不重要，反而注重如何实现独裁者所向往的那种政治理想、军事理想和军事追求。习近平认为改⾰开放背离了毛泽东的路线，是⼀种修正主义回潮，但也认为一方面有可能使经济快速发展起来，但另一方面这种修正主义路线，它的经济发展，很可能给中国带来两种后果，⼀个是经济上的发展，另外⼀个是政治上陷⼊危机。